# Ronald Gustave Kellett
Ronald Gustave Kellett DSO, DFC, AE (13. září 1909 – 1998) byl letecké eso Royal Air Force v době druhé světové války.

## Mládí
Narodil se 13. září 1909 v Eldonu v hrabství Durham a vzdělání získal na Rossal School.

## Služba v Royal Air Force
V roce 1933 vstoupil do 600. peruti Auxilliary Air Force. Později sloužil jako příslušník 616. peruti RAF. V době bitvy o Británii byl velitelem 249. a později polské 303. peruti, první polské jednotky operující v rámci Royal Air Force. Polskou vládou byl vyznamenán řádem Virtuti Militari V. třídy.
Když 303. peruť opouštěl, vepsal o polských letcích do její kroniky následující slova:
„Bojovali jsme společně během velké ofenzívy roku 1940 a tehdy jsem poznal, že piloti 303. peruti jsou nejen nejlepší, ale také mi pomůžou zvládnout jakékoliv problémy. V měsíci září byla 303. peruť na vrcholu — žádná peruť Impéria se nemohla rovnat odvaze a umu našich pilotů, a žádné bombardování nemohlo zastrašit naše letce.“

Později až do konce války zastával řadu funkcí ve štábech. S pěti potvrzenými a dvěma pravděpodobnými sestřely a jedním nepřátelským strojem poškozeným dosáhl statusu esa.
Po skončení války byl velitelem 615. peruti RAF. Své hodnosti se vzdal 1. října 1953.